# Paula Ruiz Bravo
Paula Ruiz Bravo (Málaga, 16 de febrero de 1999) es una deportista española que compite en natación.
Ganó dos medallas de oro en el Campeonato Mundial Júnior de Natación en Aguas Abiertas, en las ediciones de 2016 y 2018. Participó en los Juegos Olímpicos de Tokio 2020, ocupando el puesto 16 en la prueba de 10 km en aguas abiertas.